# Ömer Fahrettin Türkkan

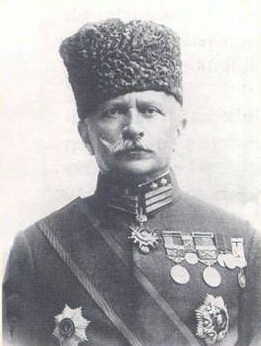
Ömer Fahreddin Pascha

Ömer Fahrettin Türkkan, vor der Namensreform arabisch Umar Fachr ud-Din Pascha (von den Briten Fakhri Pasha genannt, türkisch Fahreddin Paşa, * 4. Januar 1868 in Rusçuk im  heutigen Bulgarien, Osmanisches Reich; † 22. November 1948 nahe Eskişehir), war ein osmanischer Offizier und türkischer Diplomat. Als Verantwortlicher der Verteidigung Medinas und des Hedschas während der Arabischen Revolte und der Weigerung – trotz Belagerung und Räumungsbefehl – diese kampflos zu übergeben, erhielt er den Spitznamen „Lion of the Desert“ von den Briten.

## Ausbildung
Er wurde als Kind von Fatma Adile und Mehmed Nahid Bey in Rusçuk im heutigen Bulgarien geboren. Die Familie musste aufgrund des Russisch-Türkischen Krieges gegen dessen Ende die Stadt verlassen und flüchtete nach Istanbul. Dort trat er die Offiziersausbildung an und graduierte 1888. Von französischen Arbeitskollegen des Vaters wurde er in Französisch und Mathematik unterrichtet – von ihnen bekam er auch Einblick in die Fotografie. Mit 17 Jahren erwarb er seine erste Kamera, mit der er sein Leben lang zahlreiche Fotos schoss.
Seinen ersten Militärdienst absolvierte er in der 4. Heeresgruppe Dördüncü Ordu an der armenischen Grenze. 1908 trat er der 1. Heeresgruppe Birinci Ordu bei. Im Zeitraum 1911–12 wurde er nach Libyen gesandt und übernahm während des Balkankriegs die Führung der in Gallipoli stationierten 31. Division. Seine Einheiten marschierten zusammen mit denen von Enver Pascha in das durch Bulgarien kontrollierte Adrinapolis (heute: Edirne) ein.
1914 wurde Fahreddin Pascha dem in Mossul stationierten siebten Corps zugeteilt. Im weiteren Verlauf wurde er stellvertretender Kommandant der Vierten Heeresgruppe Dördüncü Ordu in Aleppo.

## Verteidigung des Hedschas
Auf Befehl Cemal Paschas setzte er sich als Hicaz Kuvve-i Seferiyesi am 23. Mai 1916 in Richtung Medina in Bewegung und wurde im  damit beauftragt, die Hedschasbahn und die umliegende Gegend zu sichern.
Kurze Zeit später erklärten Faisal I. und Abdallah ibn Husain I. die arabische Revolte. Den zweitägigen Angriff Faisals I. schlug er zurück und jagte die flüchtenden arabische Einheiten. Währenddessen schickte er 2000 Soldaten mit heiligen Reliquien, privaten Gegenständen Mohammeds, aus der Prophetenmoschee nach Istanbul, die heute im Topkapi-Palast ausgestellt sind. Im Folgenden nahmen seine Truppen die unter den arabischen Rebellen stehenden Städte Yanbu und Rabegh ein. Es gelang ihm, die mit britischer Hilfe entfachte Arabische Revolte in der Anfangsphase nahezu vollständig zu zerschlagen. Aufgrund britischer Kriegsschiffe und logistischen Problemen zog er sich jedoch am 18. Januar 1917 in das Hauptquartier Medina zurück. Nun begannen die Aufständischen mit der Organisation durch T. E. Lawrence, die Hedschasbahn mit Sprengsätzen und Sabotageakten zu unterbrechen. Das Ziel war es, die 4. Heeresgruppe Fahreddins in Medina festzusetzen und sie von einer Offensive in Richtung der Palästinafront fernzuhalten, was den Aufständischen gelang.

Es folgte eine zehrende Belagerung, in der Fahreddin Pascha die in der Türkei bekannte Heuschrecken-Anordnung, Çekirge Talimatnamesi gab: 

„Was unterscheidet eine Heuschrecke von einem Spatzen? Sie hat nur keine Federn... Er ist genauso beflügelt, fliegt herum, frisst auch Gras, isst frische und saubere Sachen. Sie werden sogar süchtig und haben Geschmack, mögen Zitronen und Tabak. Die Beduinen verdanken ihre Zähigkeit dem Verzehr von Heuschrecken. [...] Man sagt, es gäbe auch ein Hadith unseres Propheten zur Frage der Essbarkeit. [...] Auf welchen Sektor auch die Heuschrecken auftauchen, bitte ich euch, sie nach meinen beschriebenen Verfahren zu verzehren und sie mir zu schenken.“

 Mit dem Waffenstillstand von Mudros am 30. Oktober 1918 und der darin enthaltenen Regelung, dass die osmanischen Generäle sich dem nächsten alliierten Truppenführer zu unterstellen hätten, erwartete man die Aufgabe Medinas. Verbündete osmanische Einheiten waren 1300 km entfernt. Fahreddin Pascha widersetzte sich jedoch. Die englische Seite stellte nach unbeantworteten Kapitulationsaufforderungen ein Ultimatum bis Mitte Dezember und hoffte auf eine unblutige Lösung. Die Verzögerung machte Abdallah ibn Husain I. nervös. Auch eine Vielzahl von Telegrammen und der Gesandte Zia Bey der Hohen Pforte konnten ihn nicht zur Aufgabe bewegen. 72 Tage nach Unterzeichnung des Waffenstillstands von Mudros verhafteten ihn in einem Hinterhalt seine eigenen Männer und arrangierten die Stadtübergabe. Kurz darauf marschierten die Rebellen ein und er kam in britische Kriegsgefangenschaft.

## Kriegsgefangenschaft und Diplomat
Über Kairo kam er in das Gefängnis in Malta. Dort verbrachte er die Zeit mit Lektüre und dem Lernen der englischen Sprache. Er wurde zwischenzeitlich wegen Befehlsverweigerung durch die osmanische Regierung zum Tode verurteilt. 1921 wurde er entlassen und schloss sich der türkischen Unabhängigkeitsbewegung unter Mustafa Kemal Atatürk an. Das Parlament entsandte ihn als Diplomaten nach Afghanistan. In Kabul gehörte es zu seinen Aufgaben, Afghanistan bei der Aufstellung eines diplomatischen Korps zu helfen. Darüber hinaus koordinierte er türkische Hilfeleistungen für das Land am Hindukusch in den Bereichen Bildung und Militär.
1926 endete sein diplomatischer Dienst und er arbeitete bis 1936 in einem Militärgericht.
Er hatte zwei Söhne, Selim und Orhan Türkkan, letzterer war 1965–1969 Abgeordneter der Adalet Partisi.

## Tod
Ömer Fahrettin Türkkan verstarb am 22. November 1948 in einem Zug in der Nähe Eskişehirs an einem Herzinfarkt. Gemäß seinem Testament wurde er auf dem Friedhof Aşiyan Mezarlığı in Istanbul begraben.